# Source Measure Unit
Eine Source Measure Unit (SMU) ist ein elektronisches Multifunktionsgerät, das sowohl im Labor als auch in der Produktion (als Automatic Test Equipment (ATE)) eingesetzt wird. Je nach Hersteller steht die Abkürzung für source measurement unit oder source meter unit, beides zu deutsch etwa „Quellen- und Mess-Einheit“. SMUs sind seit etwa 1990 erhältlich und stehen als integrierte Systeme neben den bisher bekannten hochmodularen Testsystemen.
Eine SMU besteht aus zwei wesentlichen Komponenten:
1. einem elektronisch gesteuerten Labornetzteil mit geregelten Versorgungsgeneratoren für Strom und Spannung
2. einem elektronischen Multimeter.

Verfügbar sind auch SMMU (source measurement multiplex unit) mit zusätzlichem Multiplexer, der sowohl die Spannungen/Ströme des Netzteils in den Prüfling einspeist als auch die Verbindung zwischen Prüfling und Mess-System herstellt.
Eingesetzt werden SMMUs für Funktionstests (FKT) und In-Circuit-Tests (ICT) in entsprechenden Testsystemen.